# المسجد الجامع جنبور
المسجد الجامع جنبور يسمى مسجد الجامع أو المسجد جامع أو مسجدباري، هو مسجد يعود بناؤه إلى القرن الخامس عشر الميلادي، يقع في مدينة جوانبور الواقعة في ولاية أتر برديش في الهند، ويعتبر المسجد واحد من مناطق الجذب السياحي الرئيسية في جوانبور.

## موقع
يبعد المسجد مسافة 2.2 كيلومتر من الشمال الشرقي لمدينة جوانبور، وعلى بعد 7.3 كيلومتر من محطة زفر أباد للسكة الحديدية ’ وعلى بعد 16.8 كيلومتر إلى الشمال الشرقي من مدينة مرياهو، وعلى بعد 26.3 كيلومتر إلى الشمال الغربي من مدينة كيراكات شمال غرب الهند، وعلى بعد 3 كيلومترات من تقاطع السكك الحديدية في بهانداري، وهناك خدمات الحافلات والقطارات من فاراناسي والتي تبعد 56 كيلومترا من مدينة جوانبور، وتبعد مدينتي لكناو وميرزابور حوالي 214 كيلومترا و 69 على التوالي من مدينة جنبور.

## البناء
بني المسجد الجامع في مدينة جنبور في عام 1470 من قبل اخر حاكم من سلالة الشرقي حسين شاه.

## العمارة

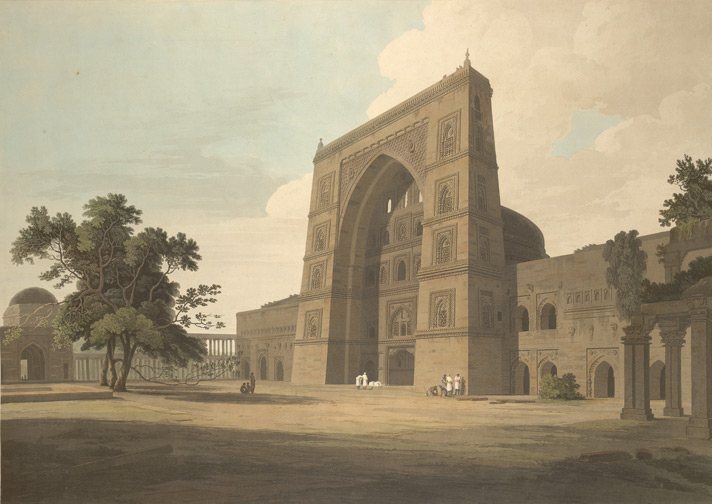
صورة التقطت للمسجد الجامع في جنبور عام 1802

وفقا لمؤرخين وخبراء آخرين فان المسجد الجامع في مدينة جوانبور يحمل قدرا كبيرا من التشابه مع المساجد التي بنيت في عهد فيروز شاه توغلاغ من سلالة توغلاغ سلاطين دلهي، وقد وظع الطراز المعماري على المبادئ التوجيهية لمسجد عطا الله في جوانبور.
ومما يزيد من جمال مظهر المسجد الجامع في جوانبور هو تجانس عدد من العوامل، فهيكل الجامع كاملا يقف على قاعدة عمقها ستة أمتار، وله بوابة مزدوجة متقوسه على شكل صرح، البوابة الرئيسية توجد في نقطة محورية في واجهة وتقف بشكل طولي يمتد إلى 26 متر وحوالي 24 متر في عرض القاعدة، وهذه سمة مميزة للمساجد التي بنوها سلالة شرقي.
أما الميزة التي يمكن أن توجد حصريا في المسجد الجامع في جنبور، هي قاعة المسجد المستطيلة الضخمة المخصصة للصلاة، ويحيط بهذه القاعة ممرين على جانبيها وتغطي قاعدة الصلاة قبة كبيرة، يبلغ قطر القبة 11.4 متر، وهناك نوافذ صغيرة في القبة تسمح بدخول أشعة الشمس إلى داخل الجامع وبالتالي خلق مشهد رائع لجمال التصميم والبناء.
وهناك سمة أخرى في المسجد الجامع في جوانبور والتي من الصعب وجودها في الأماكن المقدسة والإسلامية الأخرى في مدينة جوانبور، وهي الزينة الرائع التي تشاهد على الجدران من الداخل ومن الأجزاء الخارجية.

## المسجد الآن
تقام صلاة الجمعة من كل أسبوع في الجامع، بالإضافة لاقامة الصلوات الخمس المفروضى خمس مرات كل يوم.

## في الأدب
ذكر المسجد في كناب المشاهدات من الهند (بالإنجليزية: Select Views in India) للرسام الإنجليزي وليام هودجز (1744 – 1797).